# Jean-François Marchal
Pour les articles homonymes, voir Marchal.
Jean-François Marchal, né le 16 décembre 1949 à Paris et mort le 8 août 2018 à Lourdes, est un joueur de rugby à XV, qui a joué avec l'équipe de France et le FC Lourdes au poste de deuxième ligne (1,98 m pour 109 kg).

## Carrière de joueur

### En club
- FC Lourdes

### En équipe nationale
Il a disputé son premier test match le 17 mars 1979 contre l'équipe d'Écosse, et le dernier contre l'équipe d'Irlande le 1er mars 1980.

## Palmarès
- Sélections en équipe nationale : 5 (+ 3 non officielles)
- Sélections par année : 2 en 1979, 3 en 1980
- Tournois des Cinq Nations disputés : 1979, 1980
- Challenge Yves du Manoir en 1981